# 신솔기
신솔기(1986년 1월 31일 ~ )는 대한민국의 탤런트, 모델이다.

## 프로필

### 학력
- 대전만년고등학교

### 데뷔
- 2005년 베스트나인 2대 얼짱출신
- 2008년 광고 "매직스"
- 2009년 뮤직드라마 쏘울스페셜
- 2009년 예능 《왕관은 내꺼야》

## 출연 작품

### 예능
- 2009년 QTV 《왕관은 내꺼야》

### 뮤직 드라마
- 2009년 쏘울스페셜

### 뮤직 비디오
- 2007년 먼데이키즈 - 착한남자+남자야

- 2010년 왁스- 이별이야기[1]

### 광고
- 2008년 "매직스"